# Araneus tetraspinulus
Araneus tetraspinulus este o specie de păianjeni din genul Araneus, familia Araneidae. A fost descrisă pentru prima dată de Yin et al., 1990. Conform Catalogue of Life specia Araneus tetraspinulus nu are subspecii cunoscute.